# Journal@rchive
Journal@rchive（ジャーナルアーカイブ）は、過去に日本語圏で発行された学術雑誌を、ネット上でPDF形式で無料公開していた、かつて存在していたウェブサイト。科学技術振興機構が運営しており、2006年3月にスタートし、2012年4月まで存続した。2012年5月1日にサービス内容がJ-STAGEに統合され、Journal@rchiveという名称のサイトは消滅した。

## 概要
運営は文部科学省所管の独立行政法人科学技術振興機構。過去に日本の学協会が紙媒体で発行した学術雑誌の内、選定を通過したものについて、収録記事を創刊号まで遡ってデジタル化してネット上で無料公開していた。
同科学技術振興機構が運営するJ-STAGEというサイトでは、新規の論文発表への対応、つまり電子ジャーナルの発行を行っていたのに対し、こちらは過去発行分のデジタル化とその公開作業を担っていた。J-STAGE同様、日本の学術研究成果の広い範囲での流通の促進と、プレセンスの増加を目的としていた。サービスの一元化と効率化を企図して、Journal@rchiveのサービスは2012年5月1日をもってJ-STAGEに統合され、Journal@rchiveという名前のサイトは消滅した。
2009年5月10日時点で、Journal@rchive に登録されていたデータの中で最も古かったものは、1877年発行の『東京數學會社雑誌』の第1号であった。